# 重野哲之
重野 哲之（しげの さとし、1979年3月28日 - ）は、静岡県出身の競艇選手。登録番号3995。身長171cm。血液型A型。83期。同期に齊藤仁、永井聖美、茶谷信次らがいる。

## 来歴
- 1998年11月18日、蒲郡競艇場にて開催された「第27回家康賞競走」2Rでデビュー（6着）。[1]
- 2006年3月30日、住之江競艇場での周年記念でG1初優出（2着）。
- 2006年10月24日、福岡競艇場での「全日本選手権競走」にSG初出場。10月29日、SG初優出（4着）。
- 2008年11月19日、住之江競艇場での「第27回テレビ大阪杯争奪 大阪スーパーレース」優勝戦に4号艇で出場。しかし、大時計の故障から全艇選手責任外でのフライング扱いでレースは不成立となった。大時計の修理に時間が掛かることから、後日施行主より優勝戦は中止と発表された。
- 2009年11月4日、丸亀競艇場での「日本モーターボート選手会会長杯」で優勝（通算22回目）
- 2010年12月7日、浜名湖競艇場での「G1第56回東海地区選手権競走」でG1初優勝（記念優出4回目）。
- 2011年6月16日、江戸川競艇場での「G1開設56周年記念江戸川大賞」で2度目のG1優勝（決まり手：逃げ）
- 2011年8月10日、戸田競艇場での総理大臣杯代替開催となる「SG東日本復興支援競走」で予選トップ→SG初優勝を遂げた。
- 2013年5月13日、平和島競艇場での「G1トーキョー・ベイ・カップ」3日目9Rで通算1000勝達成[2]。

## 獲得タイトル

### SG
- 東日本復興支援競走（戸田競艇場）

### G1
- 第56回東海地区選手権競走（浜名湖競艇場）
- 第56回江戸川大賞（江戸川競艇場）

### G2
なし

## 人物
- 趣味はマラソンで、2009年5月31日の笹川賞競走終了後、2ヶ月のフライング休みに入るのを機に24競艇場を回る1500キロのマラソンを福岡競艇場からスタートし、九州・関東・関西・四国・中国・東海と順々に経て、7月5日に浜名湖競艇場に到着。各競艇場で地元の掛川市でとれた新茶を振舞ったことで翌6日に掛川市役所を表敬訪問した。
- 30年来の埼玉西武ライオンズファンである。